# Ministrowie wojny ekonomicznej Wielkiej Brytanii
Minister wojny ekonomicznej (en. Minister of Economic Warfare) był brytyjskim urzędem ministerialnym, który istniał w latach 1939–1945. Od 1940 r. sprawował nadzór nad Kierownictwem Operacji Specjalnych.

## Lista ministrów
| Minister                            | Czas urzędowania               |
| ----------------------------------- | ------------------------------ |
| Ronald Cross                        | 3 września 1939 – 15 maja 1940 |
| Hugh Dalton                         | 15 maja 1940 – 22 lutego 1942  |
| Roundell Palmer, 3. hrabia Selborne | 22 lutego 1942 – 23 maja 1945  |